# Elecciones presidenciales de Argentina de 1916
Las elecciones presidenciales de Argentina de 1916 se llevaron a cabo para elegir al presidente de la República Argentina, que debía suceder a Victorino de la Plaza. Resultó elegido Hipólito Yrigoyen, líder de la Unión Cívica Radical. Estos comicios tuvieron la particularidad de ser las primeras elecciones presidenciales de la historia argentina en las que se aplicó la Ley Sáenz Peña que estableció el sufragio secreto y obligatorio para varones mayores de 18 años, eliminando el hasta entonces vigente sistema de «voto cantado», que se había caracterizado por el fraude electoral masivo, la violencia en los comicios, el voto venal (pago) y la baja participación, que permitió al Partido Autonomista Nacional (PAN) controlar el poder sin alternancia durante 42 años (1876-1916), como virtual partido único. La participación electoral aumentó de 1-2% de la población promedio, para el período 1854-1910, al 8,8% de la población, aunque el derecho a votar y ser elegidas siguió estando prohibido para las mujeres, y para los habitantes de los diez territorios nacionales entonces existentes.
Como padrón electoral se empleó el padrón del servicio militar obligatorio instaurado en 1901. La Constitución establecía el sufragio indirecto, que delegaba la elección presidencial en el Colegio Electoral que se reunía en cada distrito, por el sistema de lista incompleta, correspondiendo dos tercios al ganador y un tercio a la segunda fuerza, en cada distrito electoral.
En 1916 la República Argentina estaba constituida por quince distritos electorales (14 provincias y la Ciudad de Buenos Aires), en los que la población tenía derecho a voto. La participación fue del 62,85% del electorado registrado. Yrigoyen obtuvo una victoria holgada con el 47,25% del voto popular, pero sin alcanzar la mayoría absoluta exigida en el Colegio Electoral. Ganó seis distritos (Capital Federal, Entre Ríos, Córdoba, Santiago del Estero, Tucumán y Mendoza) y perdió en los nueve restantes (provincia de Buenos Aires, Santa Fe, Corrientes, Salta, Jujuy, Catamarca, La Rioja, San Juan y San Luis). 
Las negociaciones en el Colegio Electoral fueron arduas y se consideraba factible que los demócratas progresistas, los conservadores y los radicales disidentes formaran un bloque unificado que pudiera alcanzar la mayoría absoluta. Finalmente, los diecinueve radicales disidentes de Santa Fe, aceptaron votar por Yrigoyen, quien así obtuvo una mayoría de 152 sobre 300.

## Antecedentes
En las anteriores elecciones, de 1910, triunfó Roque Sáenz Peña, líder de ala reformista del Partido Autonomista Nacional, (PAN) que había establecido un régimen autoritario y fraudulento en 1880. Sáenz Peña inició rápidamente el proceso para instaurar un régimen democrático en el país, buscando aprobar una ley que permitiera el voto secreto para varones. Entre 1910 y 1911 se encargó de ordenar la elaboración de un padrón electoral. Sin embargo, Sáenz Peña tuvo que enfrentarse por un tiempo a la oposición de un Congreso aún conservador, consiguiendo el 10 de febrero de 1912 que se aprobara la Ley 8.871 (conocida posteriormente como Ley Sáenz Peña), la cual garantizaba el sufragio universal masculino, directo y secreto.
Las primeras elecciones bajo dicha ley fueron las legislativas de 1912, en las que el Partido Conservador (una división del PAN) obtuvo una estrecha victoria. Sin embargo, la Unión Cívica Radical, (UCR) liderada por Hipólito Yrigoyen, abandonó el abstencionismo y obtuvo un buen resultado, ganando la gobernación de Santa Fe. En las siguientes elecciones legislativas, de 1914, la UCR obtuvo un amplio triunfo y fue el único partido con la coherencia para imponerse a nivel nacional. Sáenz Peña no viviría para ver culminada la transición democrática, pues falleció antes de terminar su mandato, el 9 de agosto de 1914, siendo sucedido por su vicepresidente, Victorino de la Plaza. De la Plaza mantuvo las políticas de su predecesor, continuando la transición y mostrando una postura neutral con respecto a los conservadores, que querían su apoyo de cara a las elecciones presidenciales en 1916.  dichas elecciones, aquí citadas, significaron el final político del P.A.N. ya que tras su derrota, nunca más volvió a ser electo un candidato de dicho espacio, lo que provocó su disolución definitiva.

## Candidaturas

### Unión Cívica Radical
|                                                                                                |                          |
| Hipólito Yrigoyen                                                                              | Pelagio Luna             |
| para presidente                                                                                | para vicepresidente      |
| {{{descripción}}}                                                                              | {{{descripción}}}        |
| Diputado Nacional por Buenos Aires (1880-1882) Diputado Provincial de Buenos Aires (1878-1880) | doctor en jurisprudencia |

A comienzos de marzo de 1916 se reunió el Comité Nacional de la Unión Cívica Radical a fin de convocar una Convención, que tuvo lugar el 20 de marzo en la Casa Suiza con una asistencia de 138 delegados. Terminó la sesión con la designación de una comisión integrada por los delegados Vicente Gallo, José Camilo Crotto, Pelagio Luna, José Saravia e Isaías Amado. Paralelamente se nombró otra comisión, integrada por Eudoro Vargas Gómez, Crotto, Luna y Marcelo T. de Alvear, para que entrevistaran al presidente Victorino de La Plaza con el objetivo de exigirle un acto electoral limpio y libre. Al día siguiente, mientras la primera comisión estaba debatiendo sobre poner en vigencia la Constitución tras años de desquicio institucional, la comisión que fue a entrevistar a De la Plaza no volvió con noticias alentadoras. Este hecho terminó dividiendo las opiniones dentro del cuerpo de delegados, por lo que se levantó la sesión para continuarla el 22 de marzo en el Teatro Onrubia, donde además debían elegirse los candidatos a presidente y vicepresidente.
Desde las ocho de la mañana el teatro estaba colmado de gente y reinaba el nerviosismo porque, pese a que se sabía que Yrigoyen ganaría por apoyo unánime, los delegados sabían que este renunciaría a la candidatura. Al respecto de la vicepresidencia, hubo exigencias por parte del grupo «azul» para integrar parte del binomio, y finalmente se designó al riojano Pelagio Luna candidato a la vicepresidencia. A las 10.30 de la mañana comenzó la votación; Yrigoyen obtuvo ciento cincuenta votos, dos Leopoldo Melo, y Alvear, Crotto y Gallo uno cada uno. Crotto rechazó el voto que le habían dado, ratificando que sólo Yrigoyen podía ser el candidato indicado. Luego se procedió a la elección del candidato a la vicepresidencia, y fue elegido Luna con 81 votos contra 59 de Gallo, mientras que Joaquín Castellanos y Melo obtuvieron uno cada uno. Se pasó a un cuarto intermedio para esperar la aceptación de las candidaturas y, entre tanto, una manifestación se congregó en la casa de Yrigoyen, pero no había signos de que hubiera nadie dentro. Yrigoyen había ido a recibir a la Mesa Directiva de la Convención en el estudio jurídico del doctor Crotto en Avenida de Mayo, y allí manifestó su propósito de renunciar a su candidatura. Crotto propuso entonces formar una comisión que entrevistara a Yrigoyen a fin de convencerlo para que aceptara la candidatura. Los delegados designados Guido y Oyhanarte se dirigieron, pues, a la residencia de Brasil 1039 y le comunicaron a Yrigoyen que, de renunciar a tal candidatura, se daría por terminada la lucha.
Fortalecida tanto por el atractivo popular como por la frialdad de su oposición, la UCR experimentó la deserción masiva de un sector de la provincia de Santa Fe que no respaldaba a Yrigoyen. Este sector, dirigido por Rodolfo Lehmann, fundó un Unión Cívica Radical Disidente, que ganó por estrecho margen la gobernación de dicha provincia el 2 de febrero de 1916. Debido a que solo estaba formado en una provincia, el radicalismo opositor no presentó un candidato presidencial, pero sí presentó una lista a electores por Santa Fe.

### Concentración Conservadora
| Concentración Conservadora |                                                        |
| Partido Conservador |                                                        |
| Ángel Dolores Rojas | Juan Eugenio Serú                                      |
| para presidente | para vicepresidente                                    |
| {{{descripción}}} | {{{descripción}}}                                      |
| Gobernador de San Juan (1914-1916) | Ministro de Justicia e Instrucción Pública (1901-1902) |
| Partidos en la alianza: - Partido Conservador - Partido Demócrata de Córdoba - Unión Democrática - Partido Liberal de Corrientes - Partido Autonomista de Corrientes - Partido Provincial - Partido Popular |                                                        |

Con la sanción de la Ley Sáenz Peña, la estructura del Partido Autonomista Nacional (PAN) colapsó en todo el país y se dividió en pequeñas facciones provinciales. Aunque muchas de ellas pudieron continuar ganando elecciones para gobernador o legisladores, se las consideraba estériles a nivel nacional y ninguna podría imponer un candidato coherente. La más poderosa de estas facciones era el Partido Conservador de la provincia de Buenos Aires, la más poblada del país. Inicialmente, la figura de Lisandro de la Torre, líder de la Liga del Sur, cobró impulso en la idea de una posible renovación conservadora, buscando fundar un gran partido nacional que aglutinara a las fuerzas conservadoras y liberales del país para competir electoralmente contra el radicalismo. Sin embargo, varios sectores conservadores rechazaron a De la Torre por tener un perfil socialmente liberal y progresista, lo que llevó a que este se retirara para fundar su propio partido, mientras que apuradamente las fuerzas provinciales oficialistas establecieron una "Concentración Conservadora", encabezada por el líder del conservadurismo bonaerense, el gobernador Marcelino Ugarte. Con la intención de captar el voto del interior, Ugarte declinó como candidato presidencial en favor de Ángel Dolores Rojas, que era hasta entonces gobernador de la provincia de San Juan.

### Partido Demócrata Progresista
|                                            |                                             |
| Lisandro de la Torre                       | Alejandro Carbó                             |
| para presidente                            | para vicepresidente                         |
| {{{descripción}}}                          | {{{descripción}}}                           |
| Diputado Nacional por Santa Fe (1912-1916) | Presidente de la Cámara de Diputados (1915) |

Con la sanción del voto secreto, Lisandro de la Torre, diputado por Santa Fe por la opositora Liga del Sur, había iniciado negociaciones para establecer un partido liberal coherente que pudiera disputar el voto opositor al radicalismo, ante la garantía creciente de que el régimen conservador terminaría pronto. Sin embargo, De la Torre no contaba con el apoyo clave de Marcelino Ugarte, líder del ala más conservadora del PAN y del Partido Conservador bonaerense. Si bien fracasó en atraer a toda la dirigencia conservadora por su perfil reformista y su insistencia en ser el candidato presidencial, De la Torre logró que varios partidos provinciales confluyeran en el Partido Demócrata Progresista (PDP) el 14 de diciembre de 1914. De la Torre fue elegido presidente del partido, acompañado por Joaquín V. González, Indalecio Gómez, Carlos Ibarguren, José María Rosa, Alejandro Carbó, Carlos Rodríguez Larreta, Mariano Demaría, entre otros.
En un principio, De la Torre quería llamar a la formación Partido Progresista, pero otros miembros no estuvieron de acuerdo y acordaron que la Junta Provisional debería resolver el tema. El 16 de diciembre se optó por el nombre "Demócrata Progresista", tras un debate entre los dirigentes partidarios. Para Rodolfo Rivarola, el doble nombre respondía a la composición del partido. Por un lado estaban los que creían en la democracia y querían profundizarla y por otro los que pensaban que lo importante era llegar al poder por cualquier camino. Los primeros eran los demócratas y los segundos los progresistas. Para las elecciones de 1916, el PDP se había perfilado en todo el país como una fuerza capaz de arrebatar el segundo lugar a los conservadores detrás de la UCR. Su fórmula presidencial fue efectivamente encabezada por De la Torre, mientras que el candidato a vicepresidente sería Alejandro Carbó, expresidente de la Cámara de Diputados.

### Partido Socialista
|                                                   |                                                   |
| Juan B. Justo                                     | Nicolás Repetto                                   |
| para presidente                                   | para vicepresidente                               |
| {{{descripción}}}                                 | {{{descripción}}}                                 |
| Diputado Nacional por Capital Federal (1912-1924) | Diputado Nacional por Capital Federal (1913-1934) |

El Partido Socialista enfrentaba una fuerte crisis luego de que uno de sus principales referentes, Alfredo Palacios (el primer diputado socialista de América Latina), y potencial candidato presidencial fuese expulsado del mismo en 1915 por batirse a duelo, algo prohibido por los estatutos del partido. Para 1916, el PS se había convertido en la principal fuerza política de la Capital Federal y tenía una estructura débil pero organizada en la mayoría de las provincias. Tras la expulsión de Palacios, la fórmula socialista fue finalmente encabezada por Juan Bautista Justo, y secundada por Nicolás Repetto. Médico y periodista, Justo había sido miembro de la Unión Cívica y participante de la Revolución del Parque, en los orígenes de la UCR. Sin embargo, en 1896 había participado en la fundación del PS. Repetto, por su parte, también había participado en la intentona revolucionaria de 1890, y junto a Justo habían fundado la cooperativa "El Hogar Obrero", en 1905.

## Resultados
| Candidato a presidente | Candidato a vicepresidente | Partido o alianza                | Partido o alianza                 | Partido o alianza                | Voto popular | Voto popular | Voto electoral | Voto electoral |
| Candidato a presidente | Candidato a vicepresidente | Partido o alianza                | Partido o alianza                 | Partido o alianza                | Votos        | %            | Votos          | %              |
| ---------------------- | -------------------------- | -------------------------------- | --------------------------------- | -------------------------------- | ------------ | ------------ | -------------- | -------------- |
| Hipólito Yrigoyen      | Pelagio Luna               |                                  | Unión Cívica Radical              | Unión Cívica Radical             | 340.802      | 47,25        | 133            | 44,33          |
| Ángel Dolores Rojas    | Juan Eugenio Serú          |                                  |                                   | Partido Conservador              | 96.103       | 13,33        | 46             | 15,33          |
| Ángel Dolores Rojas    | Juan Eugenio Serú          |                                  | Partido Popular                   | 16.141                           | 2,24         | 7            | 2,33           |                |
| Ángel Dolores Rojas    | Juan Eugenio Serú          |                                  | Unión Democrática                 | 13.921                           | 1,93         | 4            | 1,33           |                |
| Ángel Dolores Rojas    | Juan Eugenio Serú          |                                  | Partido Autonomista de Corrientes | 9.645                            | 1,34         |              |                |                |
| Ángel Dolores Rojas    | Juan Eugenio Serú          |                                  | Concentración Cívica              | 9.170                            | 1,27         | 7            | 2,33           |                |
| Ángel Dolores Rojas    | Juan Eugenio Serú          |                                  | Partido Provincial                | 5.265                            | 0,73         | 6            | 2,00           |                |
| Ángel Dolores Rojas    | Juan Eugenio Serú          | Total Concentración Conservadora | Total Concentración Conservadora  | Total Concentración Conservadora | 150.245      | 20,83        | 70             | 23,33          |
| Lisandro de la Torre   | Alejandro Carbó            |                                  |                                   | Partido Demócrata Progresista    | 115.604      | 16,03        | 49             | 16,33          |
| Lisandro de la Torre   | Alejandro Carbó            |                                  | Unión Provincial                  | 10.909                           | 1,51         | 8            | 2,67           |                |
| Lisandro de la Torre   | Alejandro Carbó            |                                  | Concentración Catamarqueña        | 8.795                            | 1,22         | 7            | 2,33           |                |
| Lisandro de la Torre   | Alejandro Carbó            | Total de la Torre - Carbó        | Total de la Torre - Carbó         | Total de la Torre - Carbó        | 135.308      | 18,76        | 64             | 21,33          |
| Juan B. Justo          | Nicolás Repetto            |                                  | Partido Socialista                | Partido Socialista               | 66.397       | 9,21         | 14             | 4,67           |
| No presentó candidatos | No presentó candidatos     |                                  | Unión Cívica Radical Disidente    | Unión Cívica Radical Disidente   | 28.116       | 3,90         | 19             | 6,33           |
| No presentó candidatos | No presentó candidatos     |                                  | Partido Socialista Argentino      | Partido Socialista Argentino     | 347          | 0,05         |                |                |
| Votos positivos        | Votos positivos            | Votos positivos                  | Votos positivos                   | Votos positivos                  | 721.215      | 96,49        |                |                |
| Votos en blanco        | Votos en blanco            | Votos en blanco                  | Votos en blanco                   | Votos en blanco                  | 26.256       | 3,51         |                |                |
| Participación          | Participación              | Participación                    | Participación                     | Participación                    | 747.471      | 62,85        |                |                |
| Electores registrados  | Electores registrados      | Electores registrados            | Electores registrados             | Electores registrados            | 1.189.254    | 100          |                |                |
| Fuente:                |                            |                                  |                                   |                                  |              |              |                |                |

### Resultados por distrito
|                     |     | Yrigoyen/Luna (UCR) | Yrigoyen/Luna (UCR) | Yrigoyen/Luna (UCR) | Rojas/Serú (Conservador) | Rojas/Serú (Conservador) | Rojas/Serú (Conservador) | De la Torre/Carbó (PDP) | De la Torre/Carbó (PDP) | De la Torre/Carbó (PDP) | Justo/Repetto (PS) | Justo/Repetto (PS) | Justo/Repetto (PS) | Otros  | Otros | Otros | Blancos | Blancos | Participación | Participación | Registrados |
| Provincia           | El. | Votos               | %                   | El.                 | Votos                    | %                        | El.                      | Votos                   | %                       | El.                     | Votos              | %                  | El.                | Votos  | %     | El.   | Votos   | %       | Votos         | %             | Registrados |
| ------------------- | --- | ------------------- | ------------------- | ------------------- | ------------------------ | ------------------------ | ------------------------ | ----------------------- | ----------------------- | ----------------------- | ------------------ | ------------------ | ------------------ | ------ | ----- | ----- | ------- | ------- | ------------- | ------------- | ----------- |
| Buenos Aires        | 60  | 84.118              | 46,46               | 20                  | 89.447                   | 49,41                    | 40                       | —                       | —                       | —                       | 7.127              | 3,94               | —                  | 347    | 0,19  | —     | 7.007   | 3,73    | 188.046       | 63,74         | 295.001     |
| Capital Federal     | 44  | 61.604              | 48,08               | 30                  | —                        | —                        | —                        | 13.617                  | 10,63                   | —                       | 52.895             | 41,29              | 14                 | —      | —     | —     | —       | —       | 128.116       | 77,23         | 165.887     |
| Catamarca           | 10  | 5.771               | 39,36               | 3                   | —                        | —                        | —                        | 8.795                   | 59,98                   | 7                       | 97                 | 0,66               | —                  | —      | —     | —     | 720     | 4,68    | 15.383        | 68,78         | 22.365      |
| Córdoba             | 26  | 46.091              | 68,98               | 18                  | —                        | —                        | —                        | 20.037                  | 29,99                   | 8                       | 693                | 1,04               | —                  | —      | —     | —     | 1.460   | 2,14    | 68.281        | 48,73         | 140.125     |
| Corrientes          | 18  | 12.798              | 32,23               | 6                   | 9.645                    | 24,29                    | —                        | 17.112                  | 43,09                   | 12                      | 155                | 0,39               | —                  | —      | —     | —     | 3.036   | 7,10    | 42.746        | 61,91         | 69.047      |
| Entre Ríos          | 22  | 25.947              | 54,18               | 15                  | —                        | —                        | —                        | 21.323                  | 44,52                   | 7                       | 620                | 1,29               | —                  | —      | —     | —     | 1.445   | 2,93    | 49.335        | 61,66         | 80.010      |
| Jujuy               | 8   | 3.501               | 39,94               | 2                   | 5.265                    | 60,06                    | 6                        | —                       | —                       | —                       | —                  | —                  | —                  | —      | —     | —     | 227     | 2,52    | 8.993         | 61,94         | 14.519      |
| La Rioja            | 8   | 5.451               | 44,55               | 2                   | 6.656                    | 54,40                    | 6                        | —                       | —                       | —                       | 128                | 1,05               | —                  | —      | —     | —     | 145     | 1,17    | 12.380        | 68,51         | 18.070      |
| Mendoza             | 12  | 15.082              | 56,75               | 8                   | 10.444                   | 39,30                    | 4                        | —                       | —                       | —                       | 1.048              | 3,94               | —                  | —      | —     | —     | 859     | 3,13    | 27.433        | 59,72         | 45.936      |
| Salta               | 12  | 6.799               | 38,16               | 4                   | —                        | —                        | —                        | 10.909                  | 61,23                   | 8                       | 107                | 0,60               | —                  | —      | —     | —     | 414     | 2,27    | 18.229        | 59,23         | 30.779      |
| San Juan            | 10  | 7.572               | 44,23               | 3                   | 9.170                    | 53,56                    | 7                        | —                       | —                       | —                       | 378                | 2,21               | —                  | —      | —     | —     | 630     | 3,55    | 17.750        | 75,92         | 23.379      |
| San Luis            | 10  | 3.030               | 20,07               | —                   | 5.697                    | 37,74                    | 3                        | 6.314                   | 41,82                   | 7                       | 56                 | 0,37               | —                  | —      | —     | —     | 2.406   | 13,75   | 17.503        | 67,42         | 25.961      |
| Santa Fe            | 28  | 24.090              | 31,55               | [ b ]               | —                        | —                        | —                        | 22.161                  | 29,03                   | 9                       | 1.978              | 2,59               | —                  | 28.116 | 36,83 | 19    | 2.337   | 2,97    | 78.682        | 63,44         | 124.033     |
| Santiago del Estero | 14  | 13.925              | 49,50               | 10                  | 13.921                   | 49,48                    | 4                        | —                       | —                       | —                       | 287                | 1,02               | —                  | —      | —     | —     | 3.734   | 11,72   | 31.867        | 56,30         | 56.599      |
| Tucumán             | 18  | 25.023              | 61,19               | 12                  | —                        | —                        | —                        | 15.040                  | 36,78                   | 6                       | 828                | 2,02               | —                  | —      | —     | —     | 1.836   | 4,30    | 42.727        | 55,10         | 77.543      |
| Total               | 300 | 340.802             | 47,25               | 133                 | 150.245                  | 20,83                    | 70                       | 135.308                 | 18,76                   | 64                      | 66.397             | 9,21               | 14                 | 28.463 | 3,95  | 19    | 26.256  | 3,51    | 747.471       | 62,85         | 1.189.254   |

## Resultados del Colegio Electoral
Los colegios electorales se reunieron el 12 de junio de 1916, en cada una de las capitales provinciales y en la Ciudad de Buenos Aires, proclamando ganadores a Hipólito Yrigoyen y Pelagio Luna. El 20 de julio de 1916 la Asamblea Legislativa, la Cámara de Diputados y el Senado, dio la aprobación definitiva de las elecciones. En Santa Fe, el colegio electoral de la provincia rechazó los 9 electores radicales y en su lugar aprobó 9 electores demócratas progresistas.
| Candidato a Presidente | Candidato a Presidente | Partido                       | Votos Electorales |
| ---------------------- | ---------------------- | ----------------------------- | ----------------- |
|                        | Hipólito Yrigoyen      | Unión Cívica Radical          | 152               |
|                        | Ángel Dolores Rojas    | Partido Conservador           | 104               |
|                        | Lisandro de la Torre   | Partido Demócrata Progresista | 20                |
|                        | Juan B. Justo          | Partido Socialista            | 14                |
|                        | Alejandro Carbó        | Partido Demócrata Progresista | 8                 |
| Total de votos         | Total de votos         | Total de votos                | 298               |
| No votaron             | No votaron             | No votaron                    | 2                 |
| Total de electores     | Total de electores     | Total de electores            | 300               |

| Candidato a Vicepresidente | Candidato a Vicepresidente   | Partido                       | Votos Electorales |
| -------------------------- | ---------------------------- | ----------------------------- | ----------------- |
|                            | Pelagio Luna                 | Unión Cívica Radical          | 152               |
|                            | Juan Eugenio Serú            | Partido Conservador           | 103               |
|                            | Alejandro Carbó              | Partido Demócrata Progresista | 20                |
|                            | Nicolás Repetto              | Partido Socialista            | 14                |
|                            | Carlos Ibarguren             | Partido Demócrata Progresista | 8                 |
|                            | Julio Argentino Pascual Roca | Partido Conservador           | 1                 |
| Total de votos             | Total de votos               | Total de votos                | 298               |
| No votaron                 | No votaron                   | No votaron                    | 2                 |
| Total de electores         | Total de electores           | Total de electores            | 300               |

### Voto electoral por distrito
| Provincia           | Presidente | Presidente | Presidente  | Presidente | Presidente |      | Vicepresidente | Vicepresidente | Vicepresidente | Vicepresidente | Vicepresidente | Vicepresidente |  | No votaron |
| Provincia           | Yrigoyen   | Rojas      | de la Torre | Justo      | Carbó      | Luna | Serú           | Carbó          | Repetto        | Ibarguren      | Roca           |                |  | No votaron |
| ------------------- | ---------- | ---------- | ----------- | ---------- | ---------- | ---- | -------------- | -------------- | -------------- | -------------- | -------------- | -------------- |  | ---------- |
| Buenos Aires        | 20         | 40         |             |            |            |      | 20             | 40             |                |                |                |                |  |            |
| Capital Federal     | 30         |            |             | 14         |            | 30   |                |                | 14             |                |                |                |  |            |
| Catamarca           | 3          |            | 7           |            |            | 3    |                | 7              |                |                |                |                |  |            |
| Córdoba             | 18         | 7          |             |            |            | 18   | 7              |                |                |                |                | 1              |  |            |
| Corrientes          | 6          | 12         |             |            |            | 6    | 12             |                |                |                |                |                |  |            |
| Entre Ríos          | 15         | 7          |             |            |            | 15   | 7              |                |                |                |                |                |  |            |
| Jujuy               | 2          | 6          |             |            |            | 2    | 6              |                |                |                |                |                |  |            |
| La Rioja            | 2          | 6          |             |            |            | 2    | 6              |                |                |                |                |                |  |            |
| Mendoza             | 8          | 4          |             |            |            | 8    | 3              |                |                |                | 1              |                |  |            |
| Salta               | 4          | 8          |             |            |            | 4    | 8              |                |                |                |                |                |  |            |
| San Juan            | 3          | 7          |             |            |            | 3    | 7              |                |                |                |                |                |  |            |
| San Luis            |            | 3          | 7           |            |            |      | 3              | 7              |                |                |                |                |  |            |
| Santa Fe            | 19         |            |             |            | 8          | 19   |                |                |                | 8              |                | 1              |  |            |
| Santiago del Estero | 10         | 4          |             |            |            | 10   | 4              |                |                |                |                |                |  |            |
| Tucumán             | 12         |            | 6           |            |            | 12   |                | 6              |                |                |                |                |  |            |
| Total               | 152        | 104        | 20          | 14         | 8          |      | 152            | 103            | 20             | 14             | 8              | 1              |  | 2          |
| Fuentes:            |            |            |             |            |            |      |                |                |                |                |                |                |  |            |

## Galería

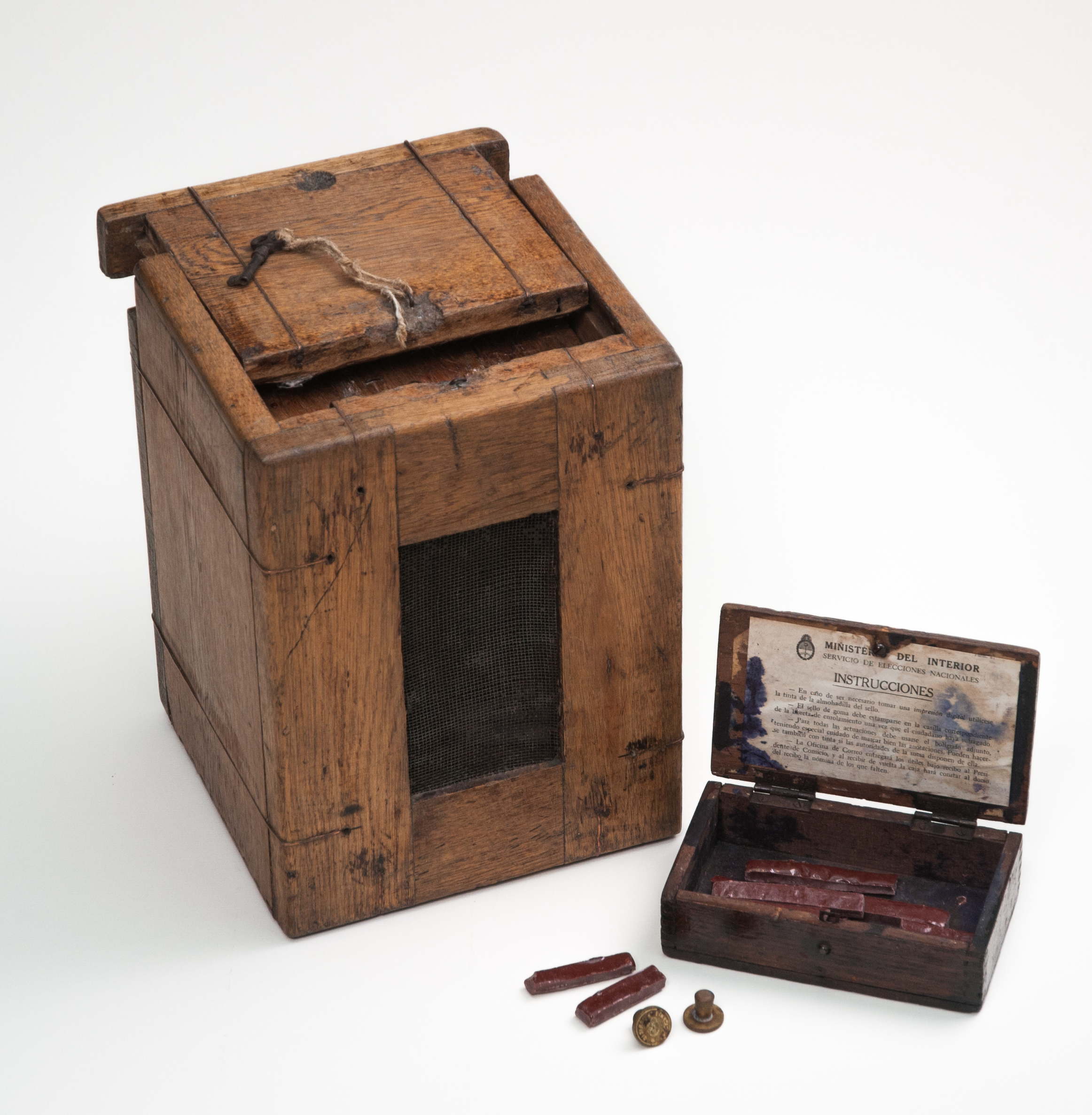
Urna electoral de 1916 expuesta en el Museo del Bicentenario.
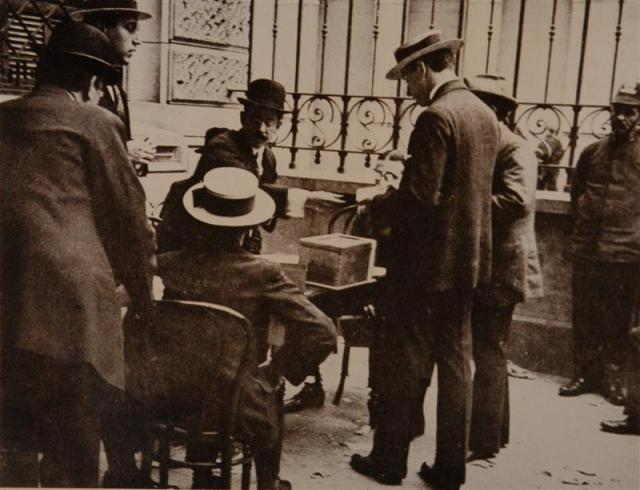
Mesa de votación ubicada en el atrio de una iglesia.
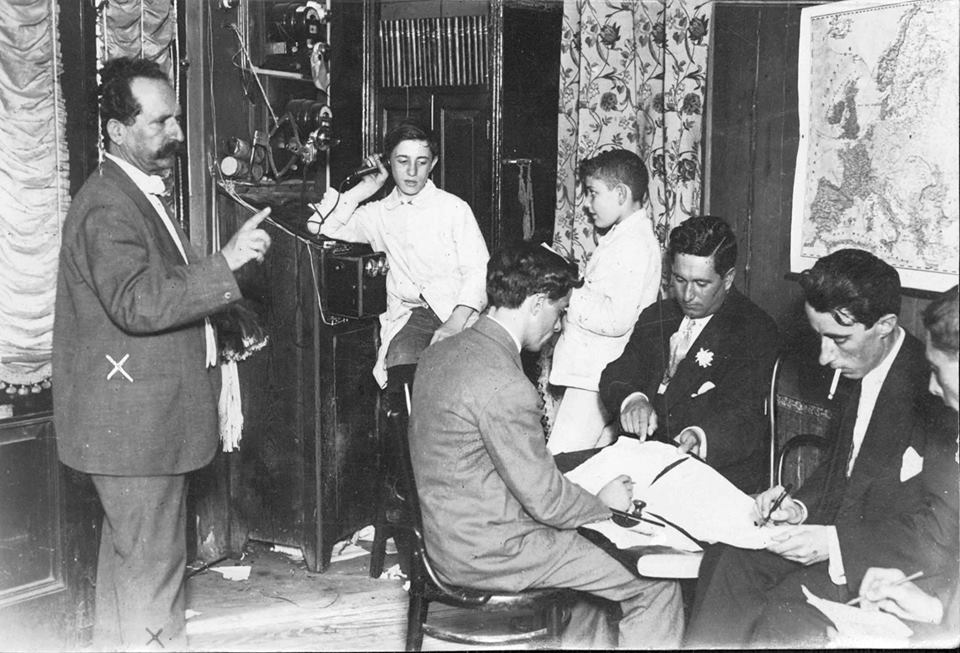
Escrutinio en la provincia de Santa Fe.
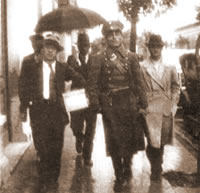
Traslado de urnas.
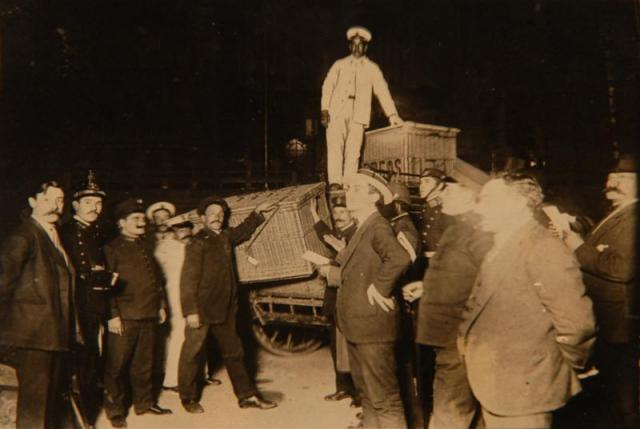
Traslado de urnas.
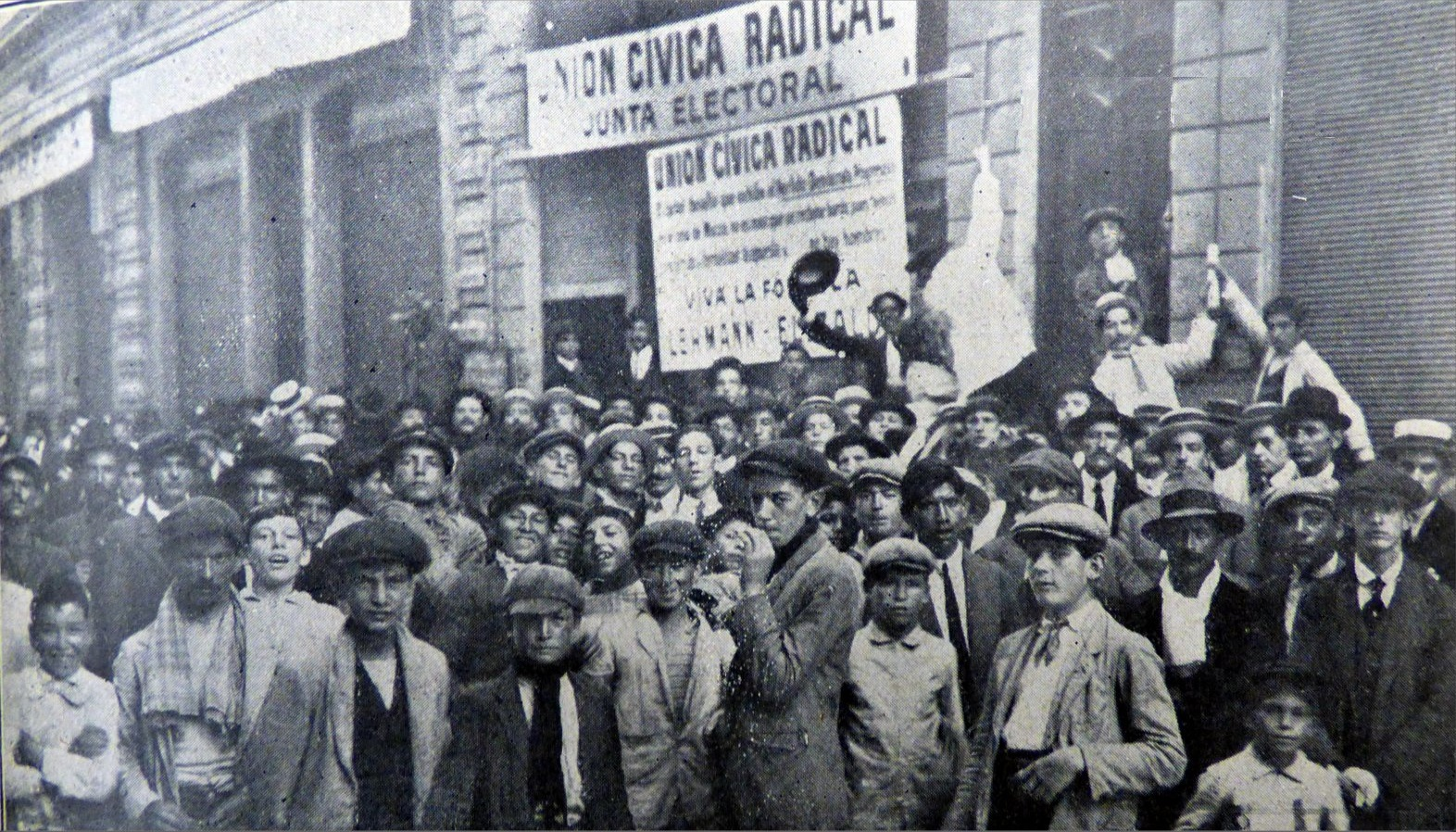
Junta electoral de Rosario.
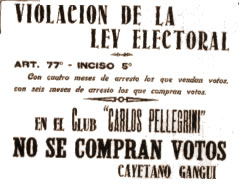
Cartel indicando que por la violacion a la ley electoral no se comprarían votos para las elecciones.